# افسوس، من نمی‌توانم شنا کنم
«افسوس، من نمی‌توانم شنا کنم» (انگلیسی: Alas, I Cannot Swim) نخستین آلبوم از هنرمند اهل بریتانیا لارا مارلینگ است. این آلبوم نامزد جایزه مرکوری شد.